# 高山博
高山 博（たかやま ひろし、1956年8月20日 - ）は、日本の西洋史家。学位は、Ph.D.（イェール大学、1990年）。東京大学教授を経て、2022年同名誉教授。福岡県浮羽郡田主丸町生まれ。

## 略歴

### 学歴
- 1980年3月　東京大学文学部卒業（西洋史学専修課程）
- 1980年4月　東京大学大学院人文科学研究科西洋史学専門課程修士課程入学
- 1984年9月　イェール大学大学院歴史学専攻博士課程入学（ジョン・ボズウェル（英語版）に学ぶ）
- 1988年3月　東京大学大学院人文科学研究科西洋史学専門課程博士課程単位取得退学
- 1990年5月　イェール大学大学院歴史学専攻博士課程修了

### 職歴
- 1987年9月　エール大学ティーチング・アシスタント（12月まで）
- 1989年6月　ケンブリッジ大学客員研究員
- 1990年4月　一橋大学経済学部助教授
- 1993年4月　東京大学文学部助教授
- 1995年10月　社会科学高等研究院客員研究員
- 1998年4月　東京大学大学院人文社会系研究科助教授
- 2004年4月　東京大学大学院人文社会系研究科教授
- 2022年6月　東京大学名誉教授[2]

## 受賞・受章歴
- 1993年　『中世地中海世界とシチリア王国』でサントリー学芸賞
- 1994年　地中海学会賞、マルコ・ポーロ賞受賞
- 2016年　紫綬褒章[3]

## 著書

### 単著
- 『中世地中海世界とシチリア王国』（東京大学出版会, 1993年）
- 『神秘の中世王国――ヨーロッパ、ビザンツ、イスラム文化の十字路』（東京大学出版会, 1995年）
- 『ハード・アカデミズムの時代』（講談社, 1998年）
- 『中世シチリア王国』（講談社現代新書, 1999年）
- 『歴史学未来へのまなざし――中世シチリアからグローバル・ヒストリーへ　』（山川出版社［historia］, 2002年）
- 『「知」とグローバル化――中世ヨーロッパから見た現代世界』（勁草書房, 2003年）
- 『ヨーロッパとイスラーム世界』（山川出版社［世界史リブレット］, 2007年）
- 『中世シチリア王国の研究　異文化が交差する地中海世界』東京大学出版会、2015

### 共編著
- （辛島昇）『地域の世界史（2）地域のイメージ』（山川出版社, 1997年）.
- （佐藤彰一・池上俊一）『西洋中世史研究入門』（名古屋大学出版会, 2000年／増補改訂版, 2005年）
- （辛島昇）『地域の世界史（3）地域の成り立ち』（山川出版社, 2000年）
- （池上俊一）『宮廷と広場』（刀水書房, 2002年）
- （池上俊一）『西洋中世学入門』（東京大学出版会, 2005年）
- （深沢克己）『信仰と他者――寛容と不寛容のヨーロッパ宗教社会史』（東京大学出版会, 2006年）

### 訳書
- ジャネット・L・アブー＝ルゴド『ヨーロッパ覇権以前――もうひとつの世界システム』（上・下、佐藤次高・斯波義信・三浦徹共訳、岩波書店、2001年、新版2014年／岩波現代文庫、2022年）